# Форуш-де-Салватерра
Форуш-де-Салватерра (порт. Foros de Salvaterra)  —  район (фрегезия) в Португалии,  входит в округ Сантарен. Является составной частью муниципалитета  Салватерра-де-Магуш. По старому административному делению входил в провинцию Рибатежу. Входит в экономико-статистический  субрегион Лезирия-ду-Тежу, который входит в Алентежу. Население составляет 4017 человек на 2001 год. Занимает площадь 35,80 км².
Покровителем района считается Паи-Носсу (порт. Pai Nosso). 